# Иванов, Вячеслав Григорьевич
Вячесла́в Григо́рьевич Ивано́в (9 июня 1951 года, Ижевск — 3 августа 2004 года, Уллу-Тау, Кабардино-Балкария) — альпинист, кандидат в мастера спорта (по альпинизму). Погиб в горах.

## Биография
Вячеслав Иванов родился в большой семье 9 июня 1951 года в Ижевске.
Учился на механическом факультете ижевского филиала МВТУ.
По окончании ВУЗа в 1975 году, по распределению работал на Казанском оптико-механическом заводе.
В 1985 году семья переехала в Валдай, где он работал на заводе «Юпитер», в «Спецгазремстрое».

### Личная жизнь
- Был женат; жена — Елена Андреевна Ладыгина;
- дети:
  - Ксения,
  - Василий.

### Альпинизм
Он был кандидатом в мастера спорта, инструктором по альпинизму. В горах проводил по 2-3 месяца в году.
Побывал на всех известных «семитысячниках»:
- пике Коммунизма (7495 м),
- пике Победы  (7439 м),
- пике Ленина (7134 м),
- пике Корженевской (7105 м),
- пике Хан-Тенгри (6995 м).
- В 1996 году он совершил восхождение на гору Канченджанга в Гималаях (8586 м).

В 1991 году ему было присвоено высокое звание в альпинизме «Снежный барс».

### Гибель
Вячеслав Григорьевич погиб 3 августа 2004 года при подъёме на вершину горы Уллутау на Кавказе.
Группа альпинистов, руководимая Вячеславом, в 22 часа предыдущего дня находилась в полукилометре от вершины горы, но они попали под камнепад.
Один из камней разбил на его голове каску (любимую его вещь, он пользовался ею много лет и она была для него талисманом) и стал причиной приведшей к кровоизлиянию в мозг черепно-мозговой травмы.
Смертельно раненный, Вячеслав ещё несколько часов руководил группой и практически вывел её из опасной зоны.
К полудню следующего дня состояние его здоровья резко ухудшилось; в третьем часу его не стало.
Сразу снять с высоты погибшего альпиниста не смогли; тело было временно укрыто в горной расселине, куда не попадают снег и осыпи.
Вячеслава сняли через три с лишним месяца, 15 ноября; 21 ноября его похоронили на новом кладбище Валдая.